# Булавин, Михаил Михайлович
Михаи́л Миха́йлович Була́вин (1928, Северо-Кавказский край, СССР — 1994, Светлоград, Ставропольский край, Россия) — старший чабан колхоза-племзавода «Колос» Петровского района Ставропольского края, Герой Социалистического Труда (1983).

## Биография
Родился в 1928 году в Северо-Кавказском (ныне — Ставропольском) крае. По национальности русский.
В 1942 году, закончив 7 классов школы, начал работать чабаном. В 1955 году стал бригадиром в колхозе «Колос» Петровского района Ставропольского края, заслужил звание «Мастер овцеводства». За высокие результаты в развитии животноводства по итогам семилетки (1959—1965) награждён орденом Ленина.
В 1970 году по состоянию здоровья уволился, но в 1979 году опять устроился чабаном в свой колхоз.
Указом Президиума Верховного Совета СССР от 22 июня 1983 года за выдающиеся достижения в развитии овцеводства и большой личный вклад в выполнение планов и социалистических обязательств по производству и продажи государству шерсти, выращиванию племенных животных" удостоен звания Героя Социалистического Труда с вручением ордена Ленина и золотой медали «Серп и Молот».
Жил в городе Светлоград, где скончался в 1994 году.
Почётный гражданин города Светлограда (1986).
Награждён 2 орденами Ленина (22.03.1966; 22.06.1983), медалями.
В 1984 году вышла книга Михаила Михайловича Булавина "Место работы - степь" (Литературная запись С. Д. Тимофеева). - М.: Знание, 64 с., где автор рассказывает о передовых методах ведения овцеводства в условиях большой распаханности земель: организации зимнего ягнения, кормления, осеменения, окота и стрижки овец при кошарно-базовом методе содержания отары, внедрения бригадного подряда.